# Sântimbru (gmina w okręgu Harghita)
Sântimbru – gmina w Rumunii, w okręgu Harghita. Obejmuje miejscowości Sântimbru i Sântimbru-Băi. W 2011 roku liczyła 2063 mieszkańców.